# Kościół św. Józefa w Nowosiółkach
Kościół św. Józefa w Nowosiółkach – drewniany rzymskokatolicki kościół filialny pw. św. Józefa, wzniesiony w 1975, znajdujący się w miejscowości Nowosiółki.

## Historia
W czasach PRL, w latach 70. XX w., wierni z Nowosiółek bezskutecznie starali się o pozwolenie na budowę nowego kościoła. Kolejne prośby nie przyniosły rezultatu, dlatego postanowiono budować bez zezwolenia. W 1975 na terenie przeznaczonym pod budowę kościoła zasadzono kukurydzę, a gdy urosła, pod jej osłoną wykonano potajemnie fundamenty. Następnie w ciągu jednej nocy z soboty na niedzielę, z 2 na 3 sierpnia 1975 wzniesiony został przez mieszkańców wsi drewniany kościół. O godzinie 11 w niedzielę odprawiono pierwszą mszę świętą. Jeszcze tego samego dnia po południu kościół został poświęcony przez bp Błaszkiewicza. Pod koniec lat 90. dostawiono wieżę, a ściany obito sidingiem.

## Architektura i wyposażenie
Kościół to budowla drewniana, konstrukcji zrębowej, jednoprzestrzenna. Prezbiterium nie wydzielone z nawy, zamknięte prostokątnie z kruchtą na osi. Wieża, konstrukcji słupowej od frontu poprzedzona kruchtą, o ścianach pochyłych ku górze, zwieńczona wielopołaciowym hełmem. Dach jednokalenicowy, kryty blachą. Ściany zewnętrzne obite deskami.

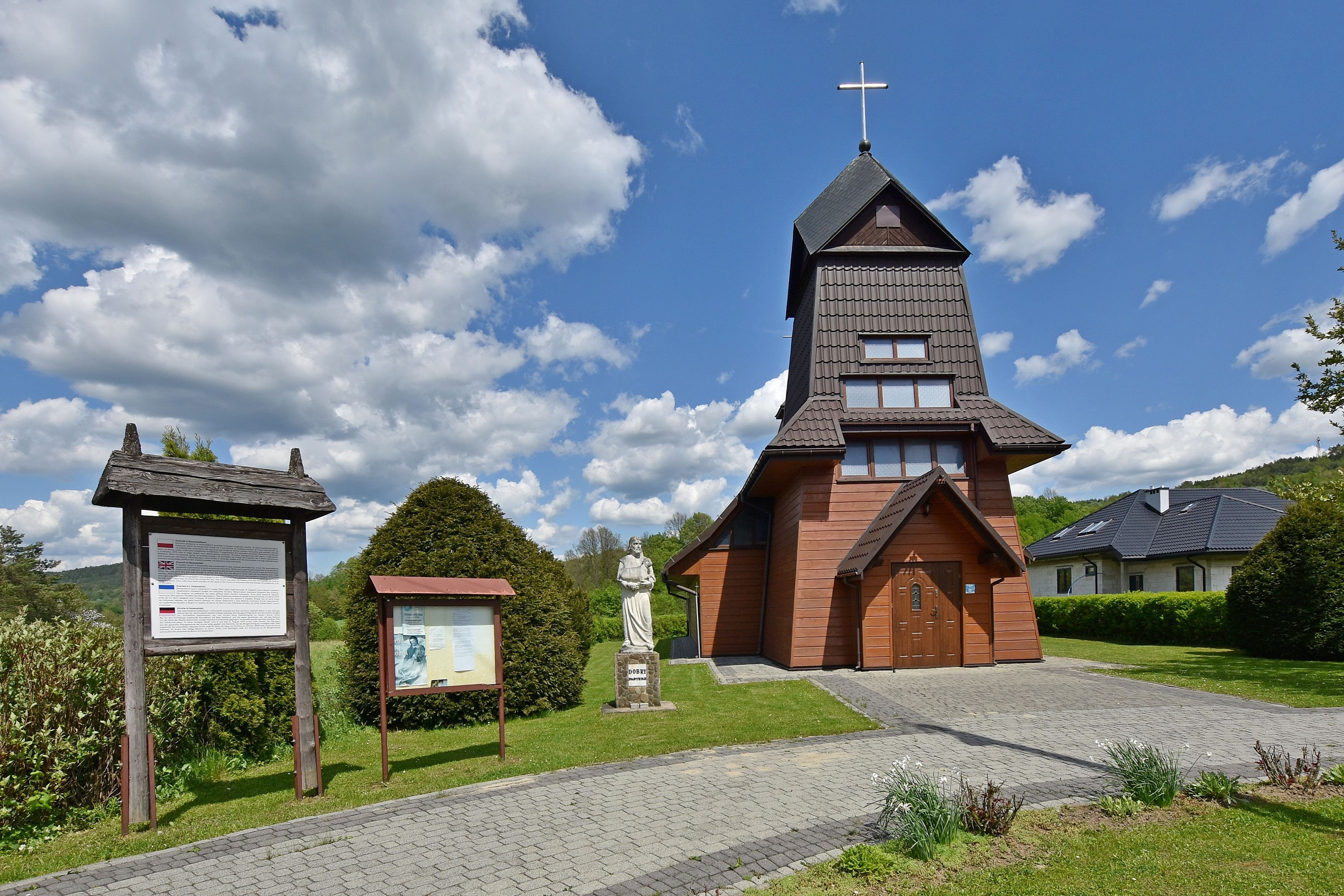
Widok ogólny
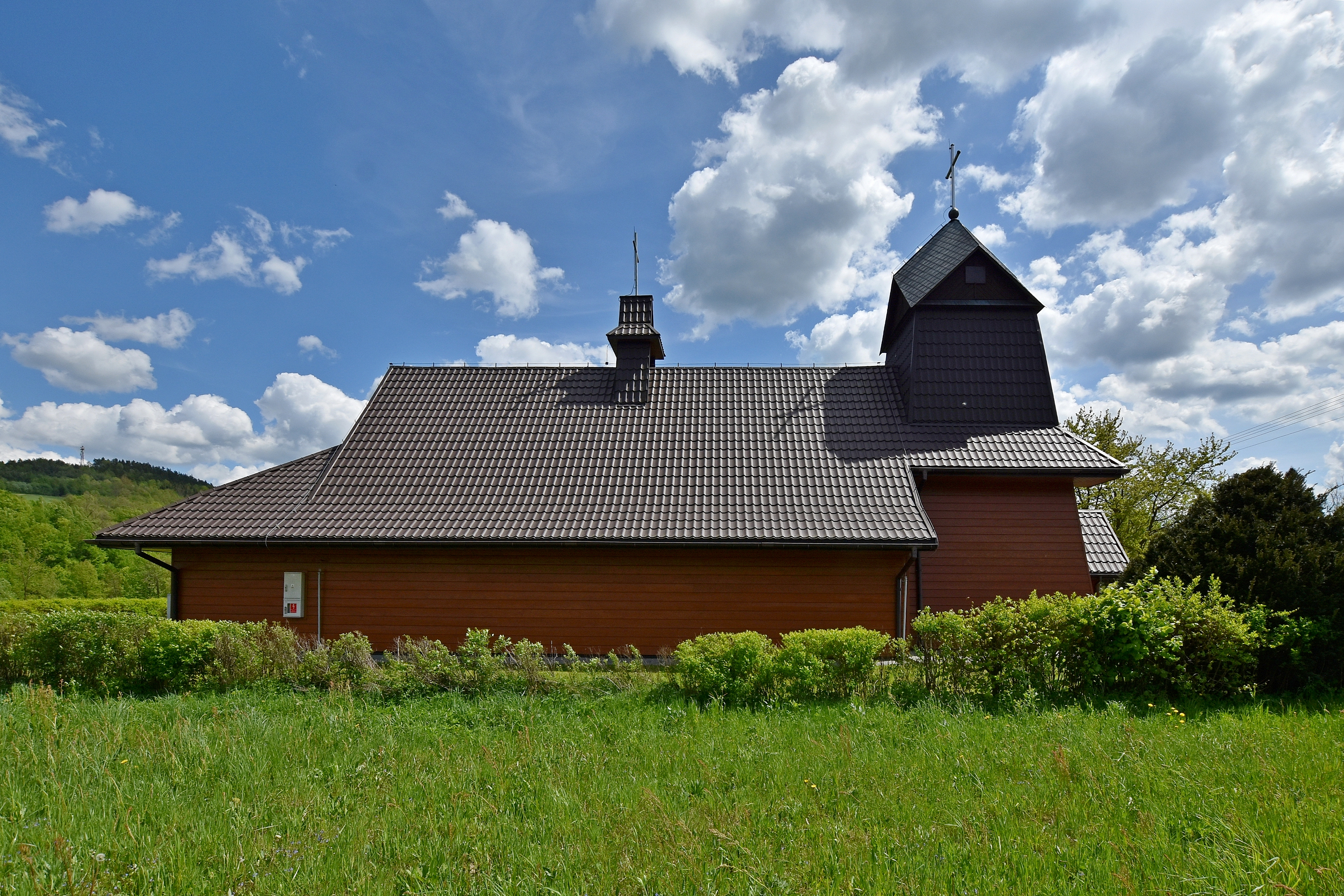
Elewacja boczna
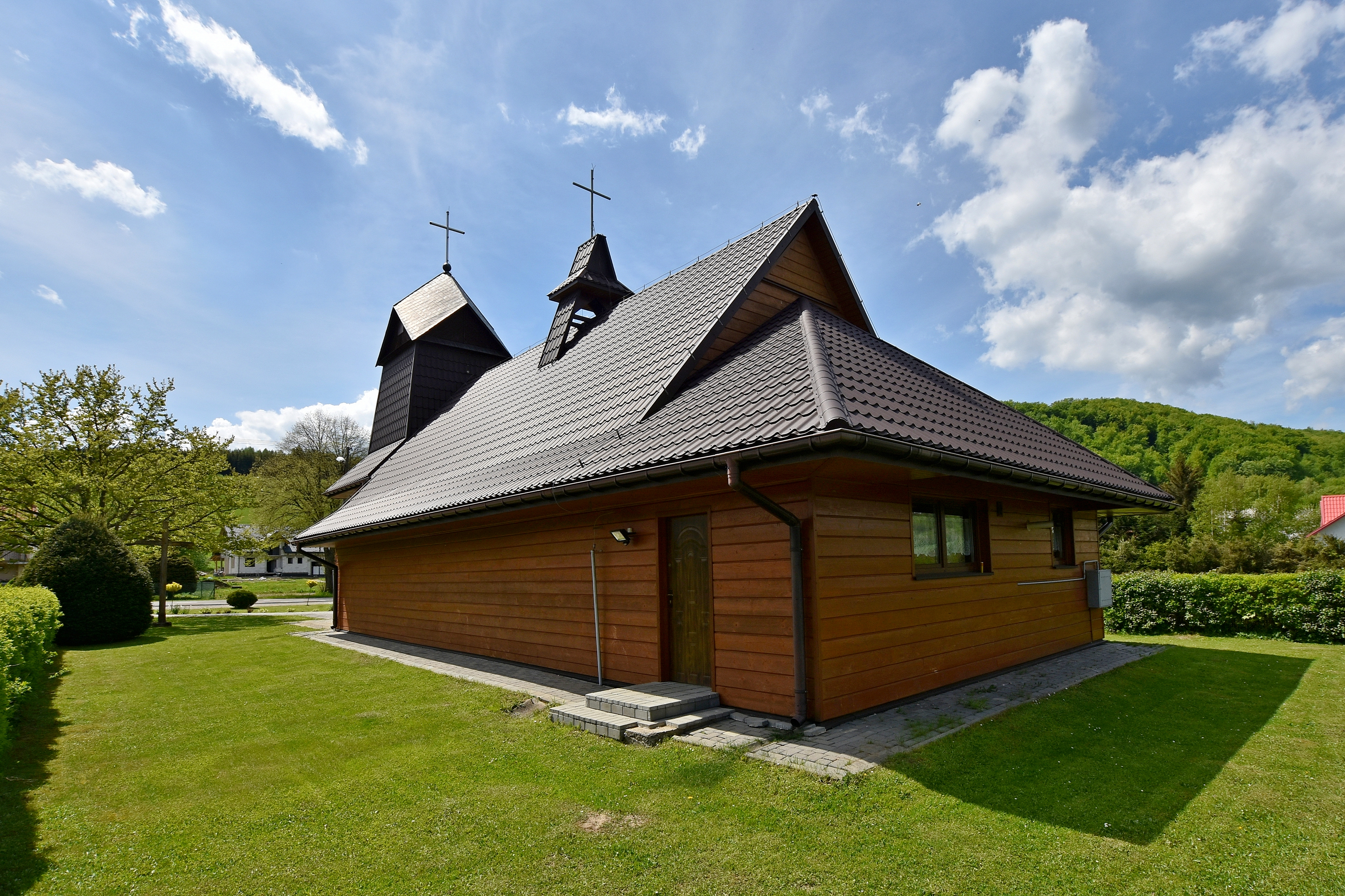
Widok od strony prezbiterium

Wewnątrz strop o przekroju trapezu, ściany wyłożone deskami drewnianymi. W prezbiterium fryz o ornamentyce roślinnej. Chór muzyczny o prostej linii parapetu wsparty na dwóch słupach. Wyposażenie wnętrza współczesne. Ołtarz główny z obrazem patrona świątyni autorstwa Jerzego Zatorskiego z Ropczyc. Ściana główna pokryta malowidłem z motywem kukurydzy nawiązującym do historii budowy autorstwa Edwarda Osieckiego. 
Po obu stronach tabernakulum dwie płaskorzeźby Najświętszego Serca Pana Jezusa i Niepokalanego Serca NMP na szablonie trzech krzyży autorstwa Eugeniusza Winnickiego.

## Otoczenie
Obok kościoła dzwonnica metalowa z dwuspadowym daszkiem. Przed kościołem kamienna figura Chrystusa Dobrego Pasterza z barankiem.